# 石仲泉
石仲泉（1938年5月—)，湖北红安人，中共党史学家，中共中央党史研究室原副主任，北京市中国特色社会主义理论体系研究中心教授，兼任中国人民大学博士生导师，毛泽东思想邓小平理论研究会会长，研究方向为中共党史、毛泽东思想和邓小平理论。

## 生平
1938年5月出生于湖北省江陵县，祖籍为湖北省红安县太平桥镇。1950年至1956年，就读湖北沙市一中、三中。1956年至1961年，就读于北京大学哲学系哲学专业，本科毕业后留校读研究生，攻读马克思主义哲学史。1964年硕士毕业后，分配到中央马列主义研究院工作。1969年，下放至首都钢铁公司劳动。1973年，分配至北京市西城区委党校教学。1974年调至中共北京市委宣传部。1978年底调到中共中央文献研究室工作。曾参加《关于建国以来党的若干历史问题的决议》起草小组，随后具体负责《关于建国以来党的若干历史问题的决议注释本》的编写和修订。1995年2月任中共中央党史研究室副主任。

## 著作
负责主编《毛泽东哲学批注集》《思想方法与工作方法文选》《国外研究毛泽东思想资料选辑》（10册）、《毛泽东研究述评》《邓小平论中共党史》《中国共产党简明历史》《二十世纪的中国共产党》等。主持编修《中国共产党历史》第一卷，参与主持编修《中国共产党历史》第二卷。参与主编《毛泽东思想方法导论》《邓小平在1978：中国第二次革命的伟大开端》《中共八大党史》《中华人民共和国国史全鉴》《新中国五十年》《马克思主义中国化研究——历史进程和基本经验》（上下册）等。合著有《毛泽东的读书生活》《毛泽东思想新论大纲》《邓小平建设有中国特色的社会主义理论新论大纲》等。
著有《怎样认识我国的社会主义社会》《毛泽东的艰辛开拓》《〈毛泽东哲学批注集〉导论》《周恩来的卓越贡献》《当代中国的邓小平理论》《我观毛泽东》（有增订本）《我观周恩来》《我观邓小平》《长征行》《“三个代表”重要思想新论》、《艰辛的开拓：石仲泉自选集》、《巨变——石仲泉谈新中国的发展》《大师是怎样炼成的——石仲泉谈胡绳》《征程——石仲泉谈党的历史发展》、《我观党史四集（全三册）》《党史热点面对面》《毛泽东与抗美援朝》《周恩来与抗美援朝》。

## 扩展阅读
- 思想人生③ | 石仲泉：从“书斋写史”到“走走党史”